# واسیلی کاندینسکی
واسیلی واسیلیویچ کاندینسکی (به روسی: Васи́лий Васи́льевич Канди́нский؛ زاده ۱۶ دسامبر ۱۸۶۶ – درگذشته ۱۳ دسامبر ۱۹۴۴) یک نقاش و نظریه‌پرداز هنری روس بود. از آن‌جا که او نخستین نقاشی‌های مدرن اِنتزاعی را خلق کرده‌است، یکی از معروف‌ترین و اثرگذارترین هنرمندان سده بیستم به‌شمار می‌آید.

## زندگی
واسیلی کاندینسکی در ۱۶ دسامبر ۱۸۶۶ در مسکو متولد شد. او در سال ۱۸۹۶ برای تحصیل هنر در مونیخ، مسکو را ترک کرد. وی با خود تأثیراتی از مکتب هنری روسیهٔ آن زمان به همراه آورد که مهم‌ترین آن‌ها عبارتند از شمایل‌های مذهبی بومی و رنگ‌های تند و احساس انگیز مختص هنر محلی روسیه.
علاقهٔ او به فرهنگ عامه وقتی در سال ۱۹۰۸ به همراه گابریله مونتر نقاش به مورنائو-منطقه‌ای در جنوب مونیخ در دامنهٔ رشته کوه‌های آلپ باواریا-نقل مکان کرد، دوباره اوج گرفت. وی خود را در فرهنگ عامه غوطه‌ور ساخت و عمیقاً تحت تأثیر رنگ‌های تند، ترکیب بندی سرراست و نقش‌های روی شیشه (رسانه‌ای که او و مانتر خود ساخته بودند) قرار گرفت. این زوج در شوابینگ در شمال مونیخ ساکن شدند، جایی پر از کافه و لیبرالیسم که برای هنرمندانی که ظاهر و زندگی نا متعارفی دارند، بسیار مناسب بود؛ جایی که عرفان و الهیات موضوع گفتگوهای روزمره را تشکیل می‌داد. یک فلسفهٔ رمزآلود که در اوایل قرن بیستم طرفداران زیادی پیدا کرد. عرفان دستیابی به معنویت را از طریق مدیتیشن و تعالیم اسرار آمیز رواج داد.
کاندینسکی علی‌رغم سخنوری‌هایش در مورد مفاهیم انتزاعی، از کنار گذاشتن تصویرسازی‌های بازنمودی ناراضی بود و همواره از این در هراس بود که مردم قادر به فهم نقاشی‌های او نباشند. این تردید در تابلوی طرحی برای ترکیب بندی۲ مربوط به سال ۱۹۱۰ دیده می‌شود. با وجود این که این اثر انتزاعی به نظر می‌رسد، پر از اشکال قابل تشخیص است: پیکره‌ها، کوه‌ها، موج‌ها، درختان، خورشید و حتی گنبدهای روسی پیازی شکل کلیساها که در اینجا به گوی‌هایی بر سر چوگان تبدیل شده و به پیکره‌های موجود در پیش زمینه شبیه شده‌اند. در قسمت مرکزی این اثر، تصویر دو اسب و سوارکارهای آن‌ها دیده می‌شود که یکی سفید و دیگری آبی است.
نقش اسب و سوارکار در آثار کاندینسکی یک بن مایه معمول است که اغلب به عنوان ارجاعی محسوب می‌شود به خود کاندینسکی یا معبودش سن جرج (کسی که بر اساس کتاب مقدس اژدها را میکشد) و خواستهٔ مشترک آن‌ها مبنی برآوردن معنویتی نوین به جهان. پالت کاندینسکی ترکیب رنگ شاد هنر عامه را دارد، اگرچه هنوز رنگ نقاشی‌های او را در مورنائوی سال ۱۹۰۹ حفظ کرده‌است؛ رنگ‌هایی پس مانده از رنگ‌های به شدت اشباع شدهٔ شیشه‌های رنگی پنجره‌های قرون وسطایی. سرهای خم شدهٔ هم سرایان در سمت چپ، جلوه‌ای احترام آمیز و حتی مذهبی به تابلو می‌افزاید، در حالی که لمیدگی سرخوشانهٔ فرم‌های سر زنده در سمت راست یادآور یک قصیدهٔ کوتاه کلاسیک است؛ درست شبیه تابلوی لذت زندگی ماتیس. هدف هنرمند نقاش از کشیدن این تابلو، تنها بیان عواطف، احساسات یا حالت‌های ذهنی اش نیست، بلکه تصویر کردن این نیروی عالم هستی به گونه‌ای که وی در خود احساس می‌کند، موردنظر است.

## تابلو ترکیب‌بندی

واسیلی کاندینسکی. ترکیب‌بندی ۷. (۱۹۱۳ میلادی). رنگ روغن روی بوم، ۷۸×۱۰۰ سانتی‌متر. مجموعهٔ خصوصی نیویورک.

کاندینسکی ده تابلو به نام ترکیب بندی را تمام کرد و پیش از سال ۱۹۱۱، این تابلوها کاملاً انتزاعی شده بودند، چنان‌که در تابلوی طرح۱ برای ترکیب بندی۷ دیده می‌شود. این تابلو که در سال ۱۹۱۳ کشیده شده، یکی از تمرین‌های مقدماتی بسیاری است که به قصد آفرینش یک نسخهٔ نهایی بزرگ انجام شده‌است. در نسخهٔ نهایی، برخی از عناصر ترکیب بندی این مجموعه تابلوها حفظ شده‌است؛ ولی در اینجا ترکیب رنگ کاملاً متفاوتی دارد. از آنجا که کاندینسکی بیشتر این تابلوها را به عنوان همتایی برای موسیقی می‌کشد، نام آن‌ها را از واژه‌هایی مانند «ترکیب بندی»، «بداهه پردازی» و
«کنسرت» انتخاب کرده‌است. کاندینسکی در توسل به نیروهای کیهانی و حس انتزاعی موسیقی به‌طور ویژهای تحت تأثیر واگنر بود. این کیفیت‌ها با نگاره‌های پالودهٔ موسیقایی جیمز ابوت مک نیل ویسلر، که او هم با الهام از موسیقی در پی آفرینش موسیقی بصری بود، به طرز چشمگیری تفاوت داشت. اسب‌ها، سوارکارها، پیکره‌ها، ساختمان‌ها و بن‌مایهٔ چشم‌اندازهای ویژه دیگر در میان نیست؛ و دیگر نقش انتزاعی رنگ و خطوط رنگی و فرم، جای آن‌ها را گرفته‌است. این تصویر به آخرالزمانی و آشوبنده می‌آید، ولی این کیفیت‌های پویا به معنی تسخیر سخت دلی نیروهای کیهانی است، نه برای پیش گویی کردن یک آینده فاجعه‌بار.

## ملاقات فرانتس مارک
فرانتس مارک که کاندینسکی را در سال ۱۹۱۰ یا۱۹۱۱ ملاقات کرده، اهداف مشابهی را دنبال کرد که از جملهٔ آن‌ها به ویژه تصویر کردن معنویت بود. هر دو هنرمند بر روی این مطلب به بحث پرداختند که چگونه حیوانات به‌طور غریزی با طبیعت و در نتیجه با جهان هستی پیوند دارند. (این دیدگاه استفادهٔ مکرر کاندینسکی از بن مایهٔ اسب و سوارکار را که مسابقهٔ آن به ۱۹۰۳ بازمی‌گردد، مورد تأکید قرار می‌دهد) مارک ادعا می‌کرد: «حیوانات با احساس بکر خود، همهٔ ویژگی‌های خوب را در منبر می‌انگیزند.» این جمله احساس همهٔ هنرمندان گروه سوارکار آبی را بیان می‌کند؛ دیدگاهی که اعتقاد داشت جامعهٔ صنعتی غرب از لحاظ معنوی ورشکست شده‌است. وی پیش از سال ۱۹۱۱، حیوانات و به ویژه اسب‌ها را با چشم‌اندازهای متراکم درمی‌آمیزد و پیش از ابتدای سال ۱۹۱۲ از کوبیسم برای این آمیختن غریزی نیروهای حیوانی، طبیعی و بدوی استفاده می‌کرد؛ چنان‌که در تابلوی سرنوشت‌های حیوانی دیده می‌شود.

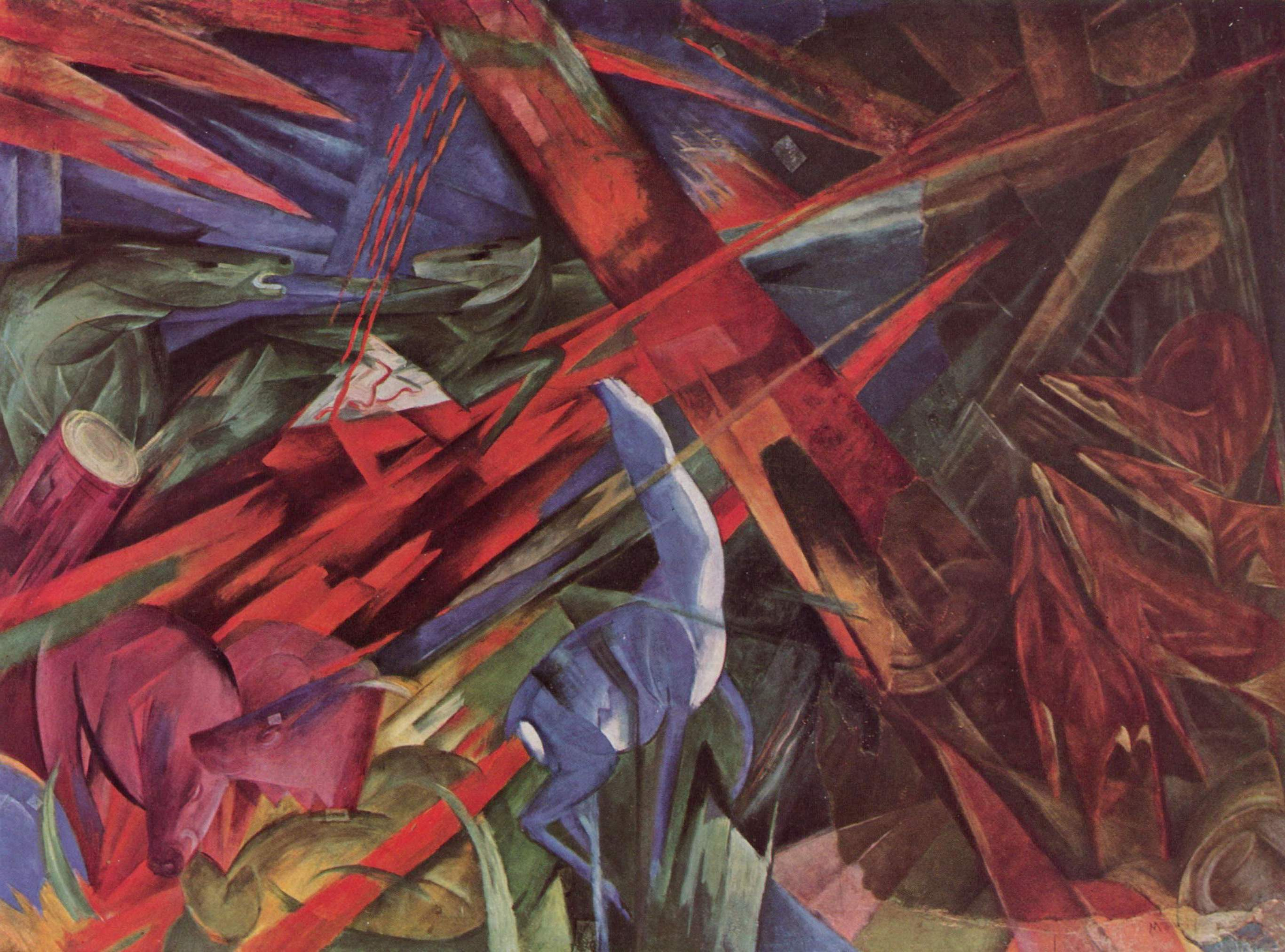
فرانتیس مارک. سرنوشت حیوانی. رنگ روغن روی بوم، ۱/۹۴×۲/۶۳. سال ۱۹۱۳

## فعالیت‌های هنری
کاندینسکی فردی بسیار درس خوانده بود و عمیقاً به موسیقی، ادبیات و هنرهای تجسمی عشق می‌ورزید. در روسیه که بود دربارهٔ سنت‌های هنر عامیانه به تحقیق پرداخت و چه بسا همین تجربه و نیز تماسش با هنر مدرن در مسکو موجب گردید که در سی سالگی به آلمان برود و زندگی خویش را وقف هنر کند. در سال ۱۸۹۶ در مونیخ اقامت گزید و در آکادمی هنرهای زیبای مونیخ مشغول تحصیل شد. در سال ۱۹۱۴ بعد از شروع جنگ جهانی اول به روسیه بازگشت. نقش مهمی را در سازماندهی نوین نهادهای هنری در روسیهٔ ۱۹۱۷ بر عهده گرفت. در سال ۱۹۲۱ روسیه را ترک گفت؛ در سال ۱۹۲۲ در باهاوس به تدریس پرداخت و تا زمان بسته شدن آن توسط نازیها در سال ۱۹۳۳ به این کار ادامه داد؛ و پس از آن به آخرین اقامتگاه خود، شمال غرب پاریس نقل مکان کرد و همان‌جا درگذشت. «نیاز باطنی» او به بیان مشاهدات احساسی خود به شکل‌گیری سبکی آبستره در نقاشی منتهی شد که بر پایه مشخصات انتزاعی رنگ و فرم قرار داشت.

## فعالیت‌های نگارشی
در سال ۱۹۱۲ سالنامهٔ سوارکار آبی با سردبیری کاندینسکی و فرانس مارک انتشار یافت، و نمایشگاهی با همین نام برپا گردید. کاندینسکی نسخه‌ای از کتاب عرفان نوشتهٔ فیلسوف آلمانی، رودولف اشتاینر، را خرید و در سخنرانی‌های او در سال ۱۹۰۸ در برلین شرکت می‌کرد.
کاندینسکی که تا حدودی از عقاید اشتاینر الهام گرفته بود؛ او بحث نظری مهمی را در قالب یک کتاب با عنوان معنویت در هنر منتشر کرد که یک سال بعد منتشر شد و در سراسر جهان مخاطبانی یافت و به سرعت به چند زبان ترجمه گردید.
وی دراین کتاب به نیاز انسان هنرمند به نقاشی کردن در بارهٔ ارتباطش با جهان و همچنین نیاز به استفاده از یک شیوهٔ بیان انتزاعی اشاره کرد.
شیوهٔ بیانی که بیشتر شبیه موسیقی عمل کند تا بتواند کیفیت‌های انتزاعی معنویت را به تصویر درآورد.
در سال ۱۹۲۶ رسالهٔ دوم خود را با نام نقطه و خط تا صفحه منتشر ساخت.
ترجمه به فارسی
- معنویت در هنر، ترجمه اعظم نورالله خوانی، نشر شباهنگ.

## نگارخانه

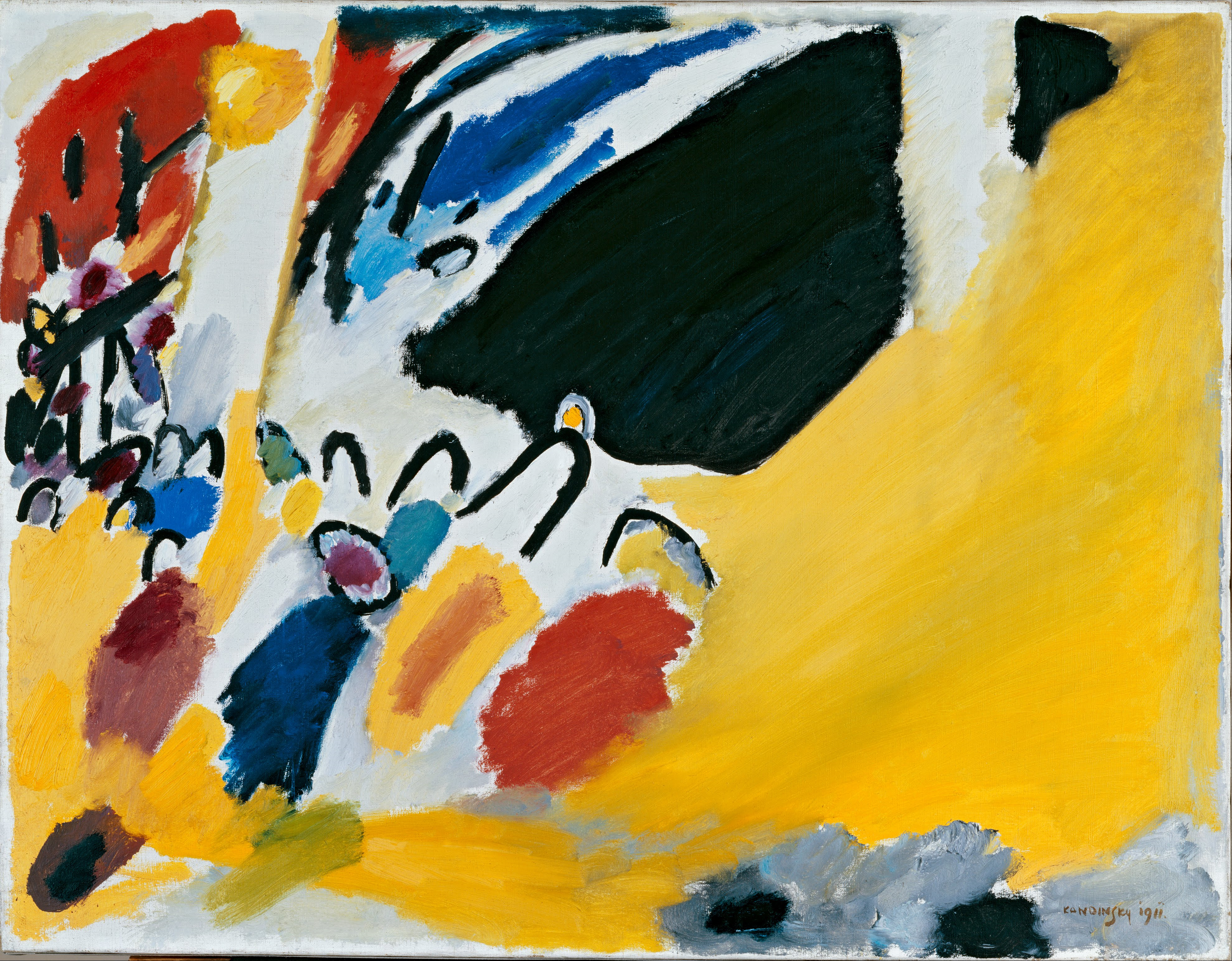
کنسرت ۱۹۱۱ م. موزه لن‌باخ‌هاوس در مونیخ
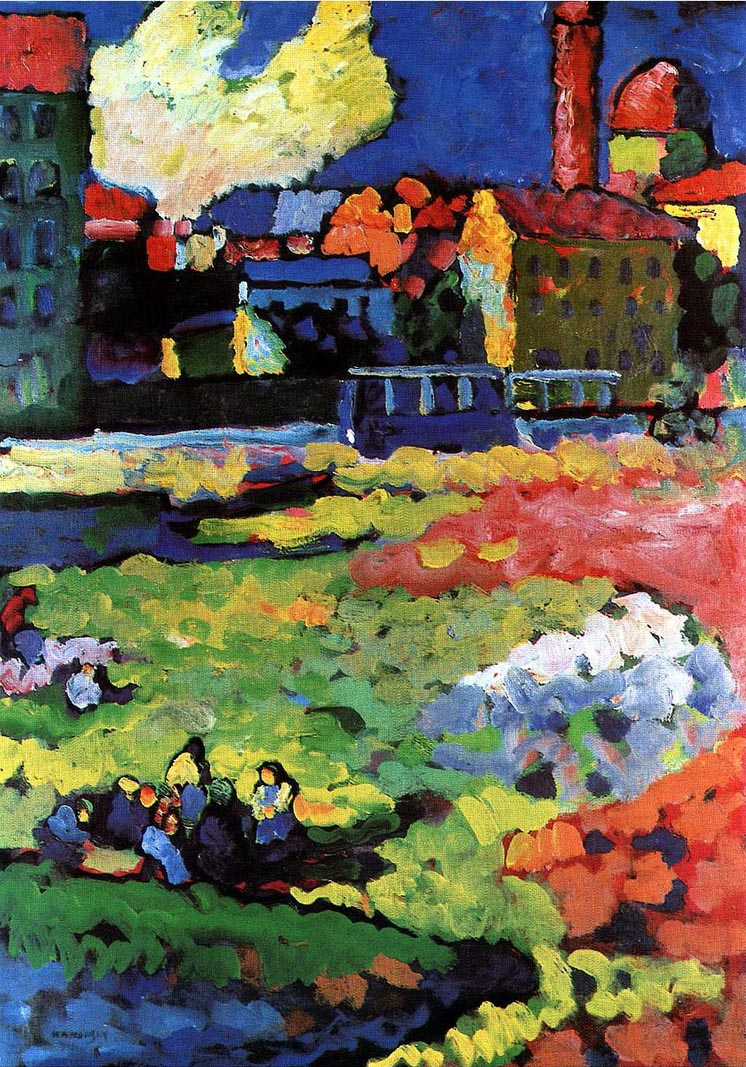
شابینگ مونیخ و کلیسای سنت‌اورسلا
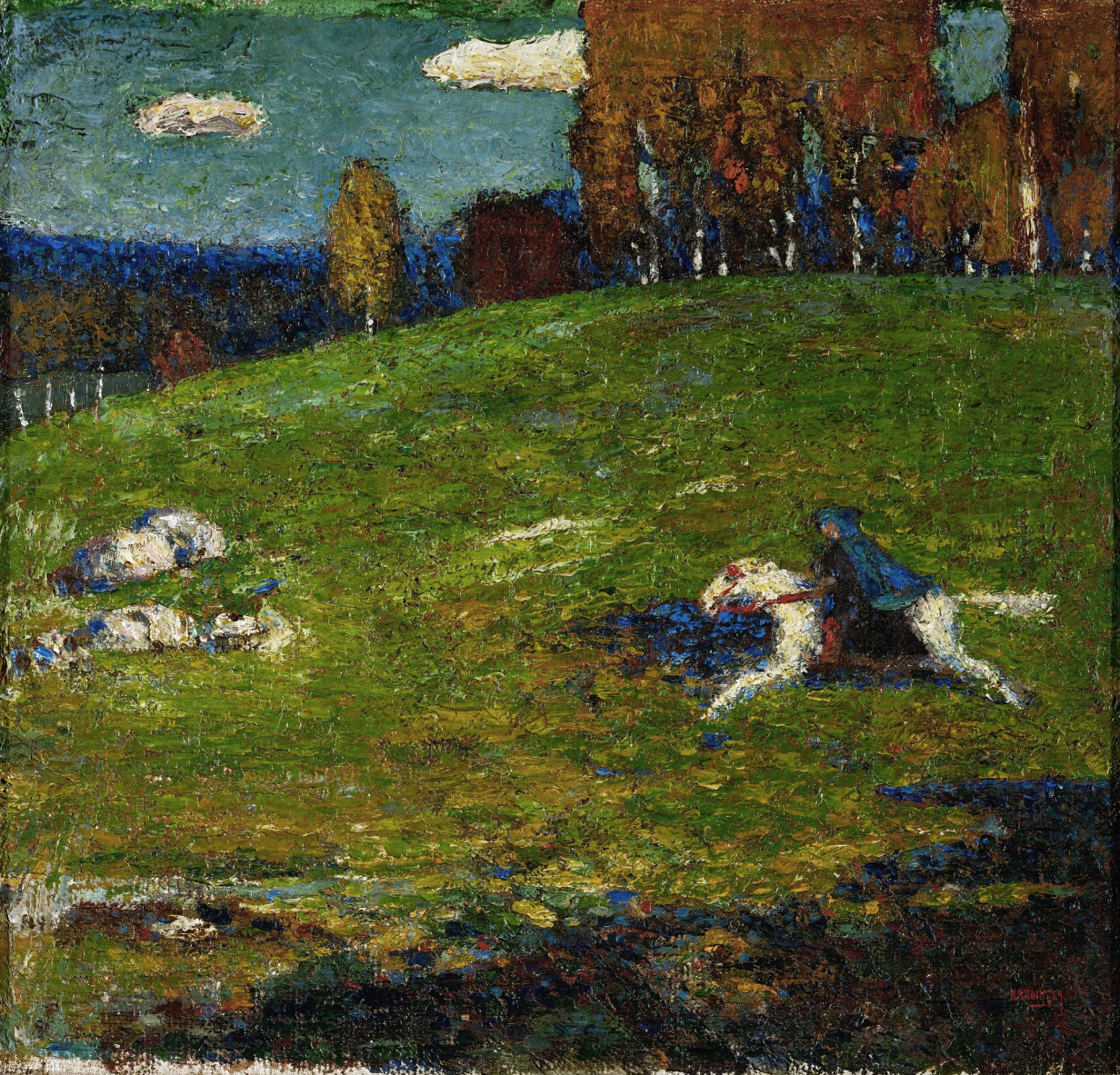
سوارکار آبی
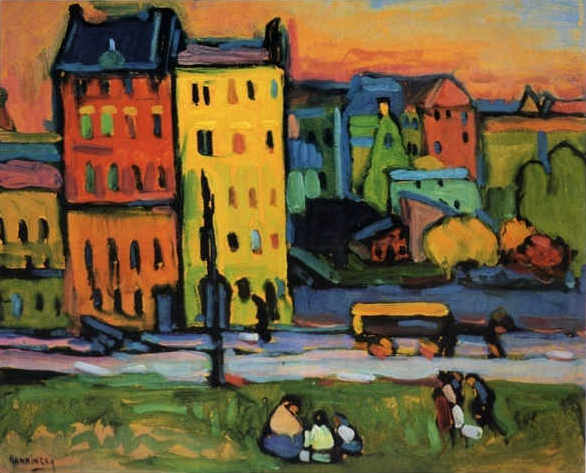
خانه‌هایی در مونیخ
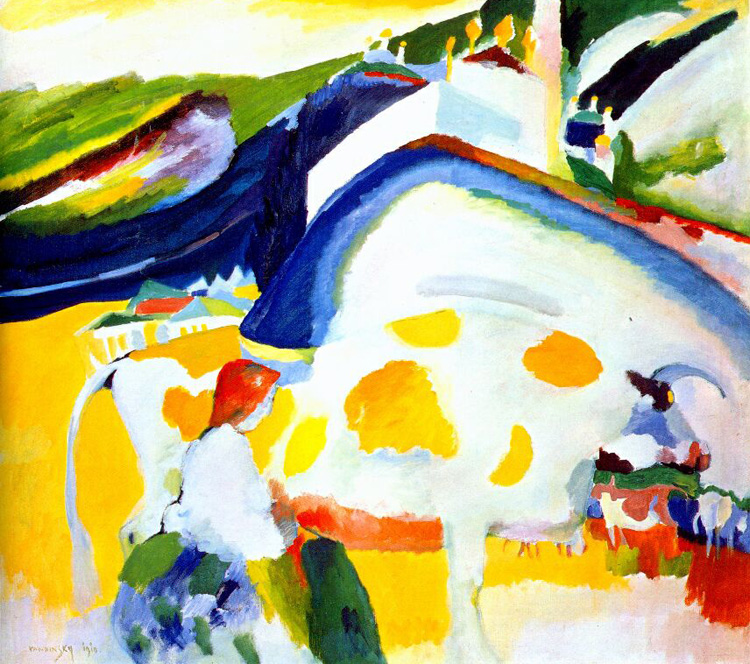
گاو
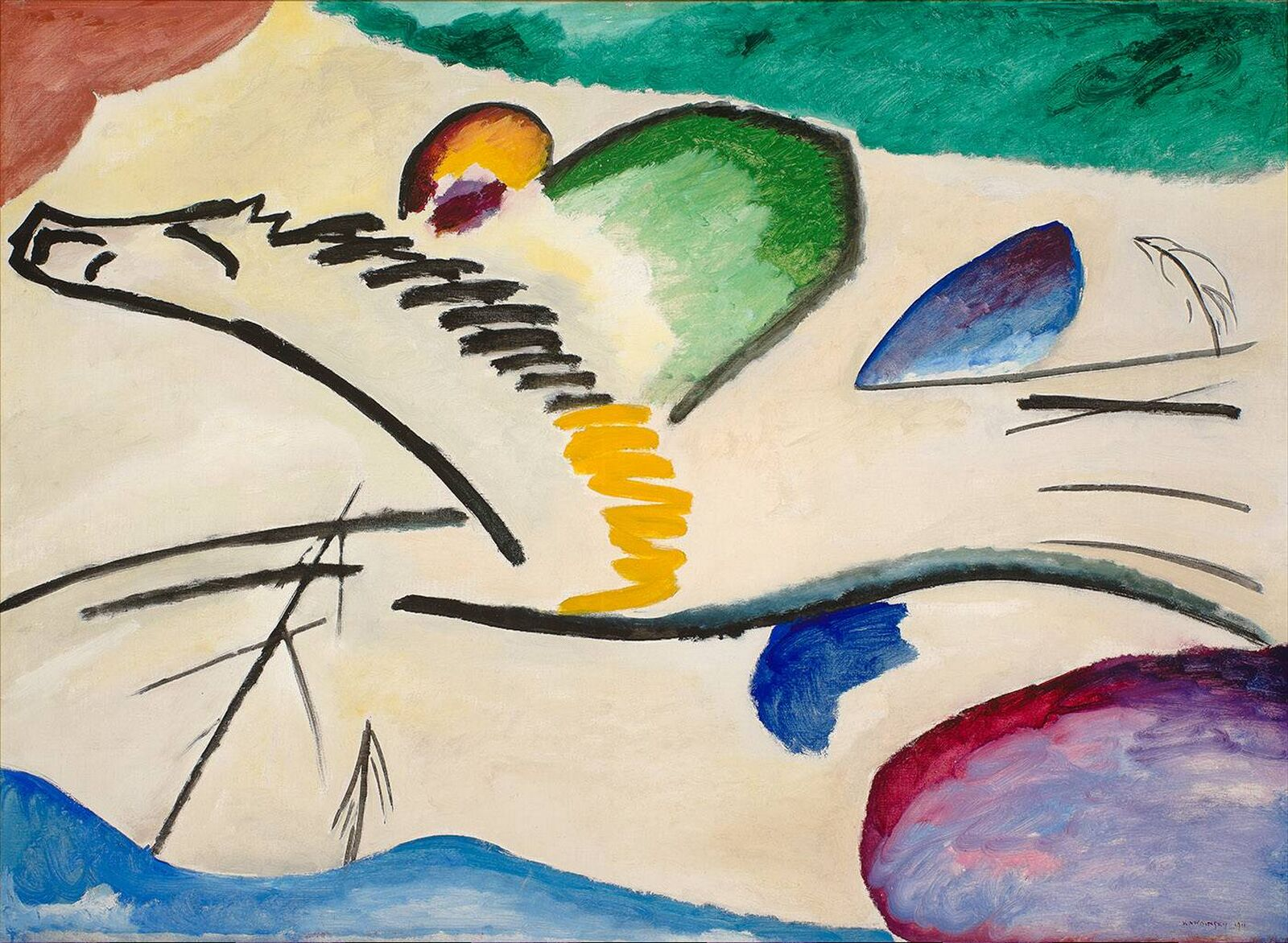
سوار
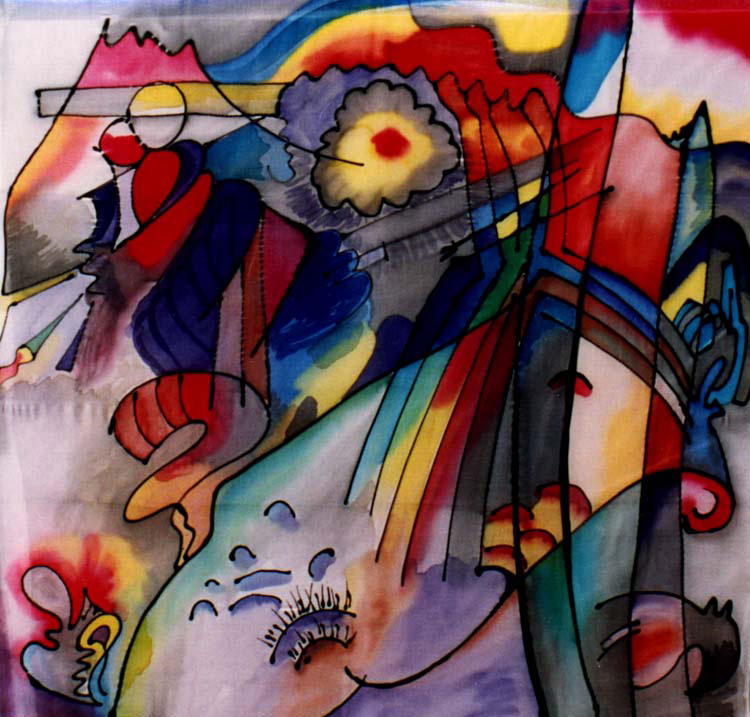
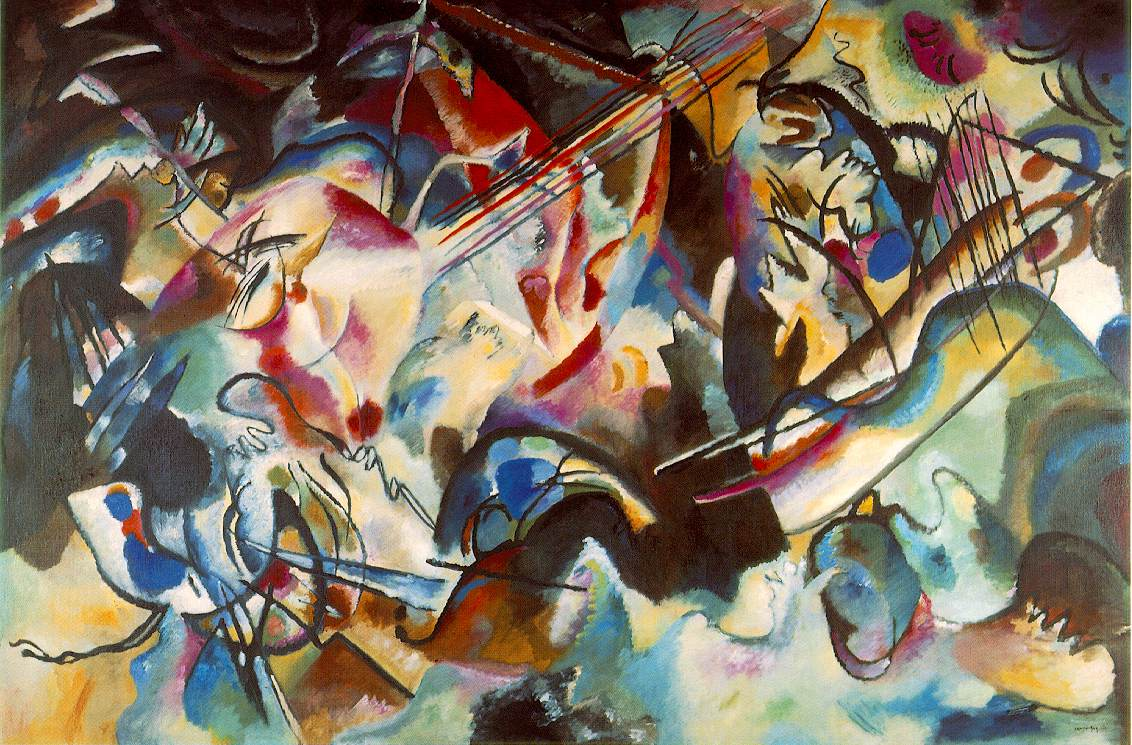
ترکیب‌بندی ۶
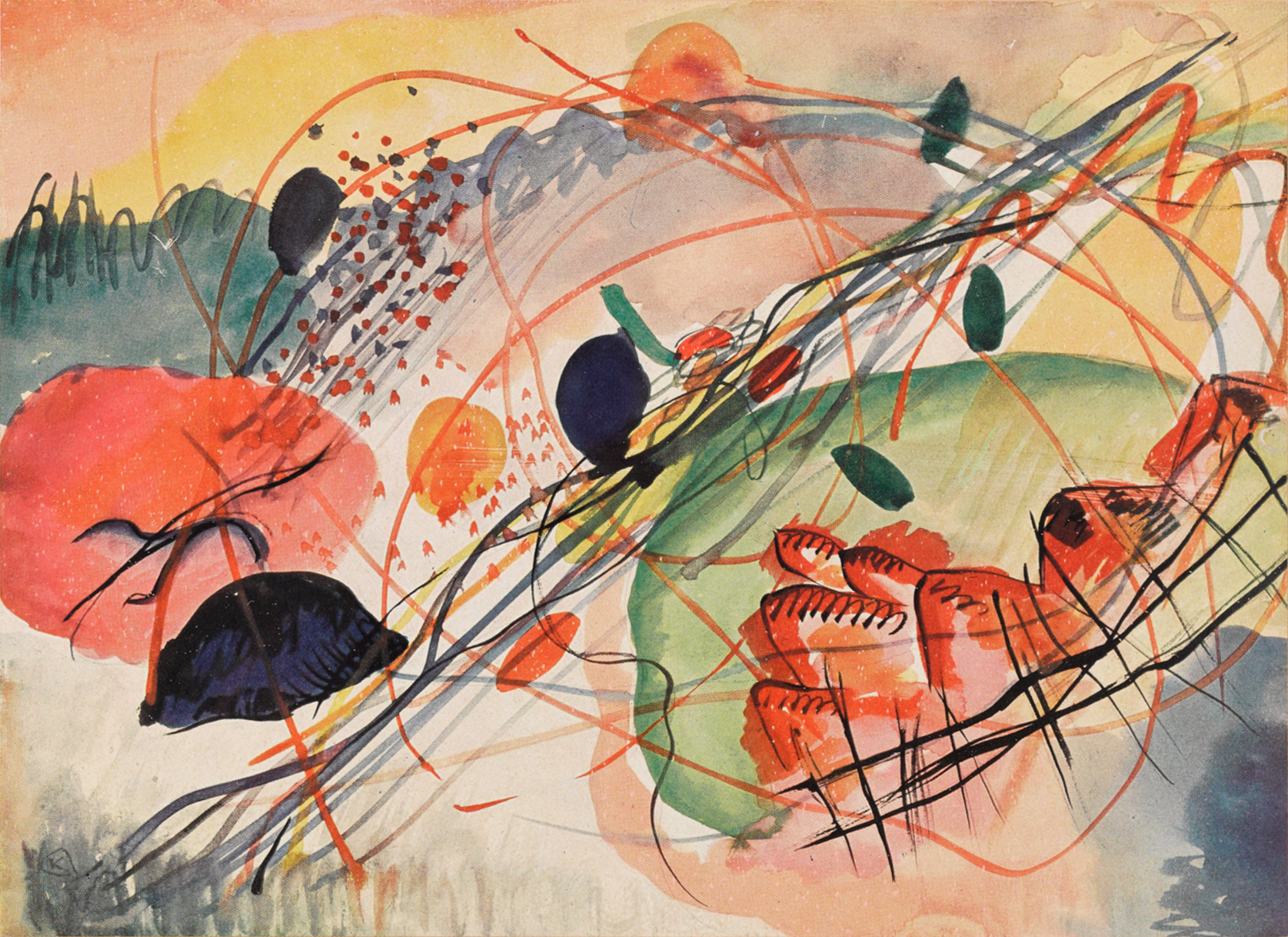
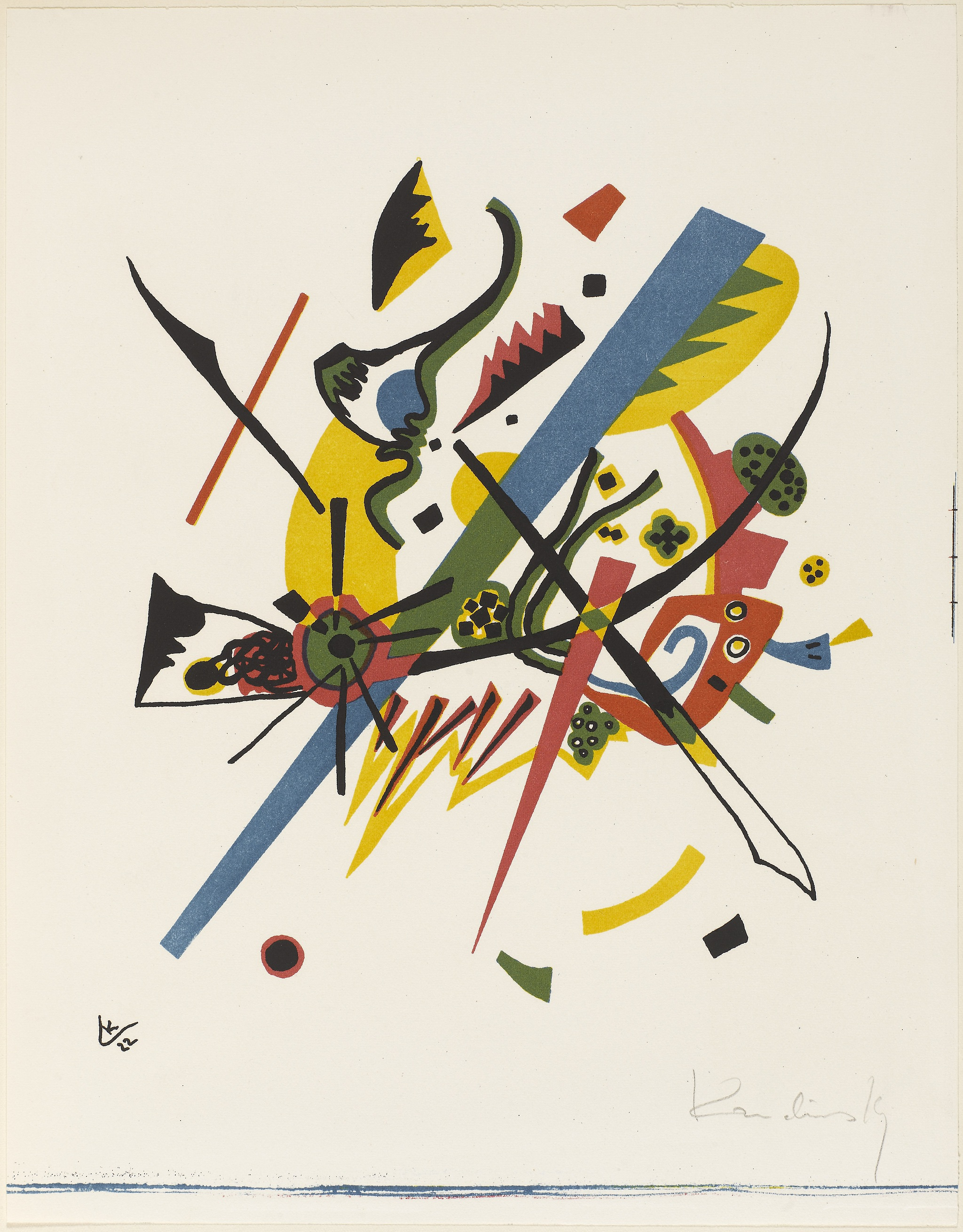
جهان‌های کوچک ۱
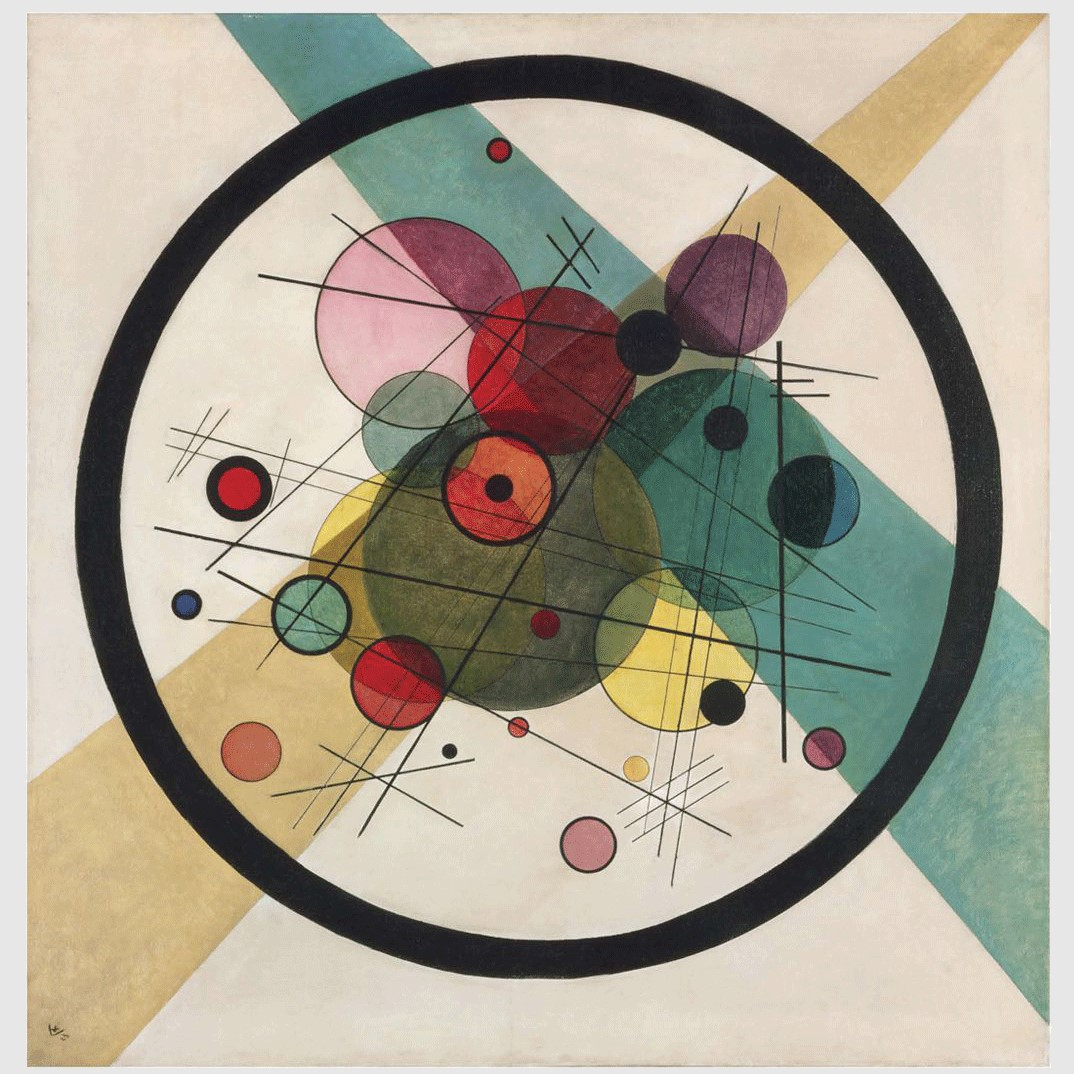
دایره در دایره
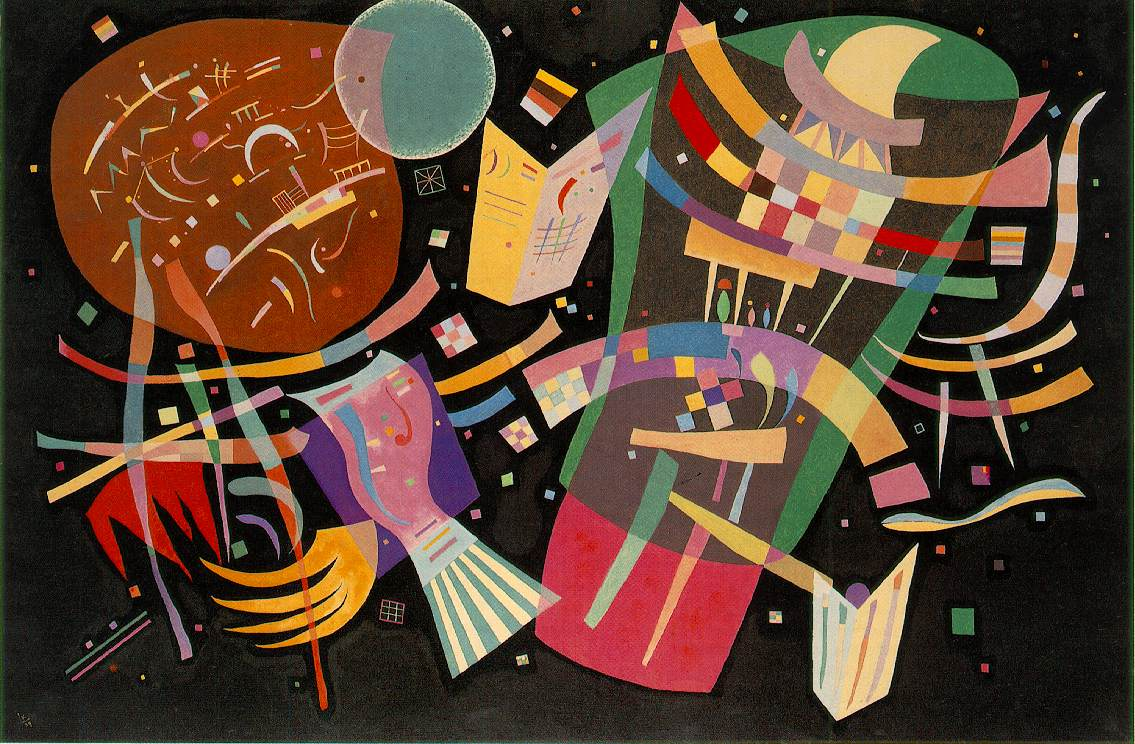
ترکیب‌بندی ۱۰
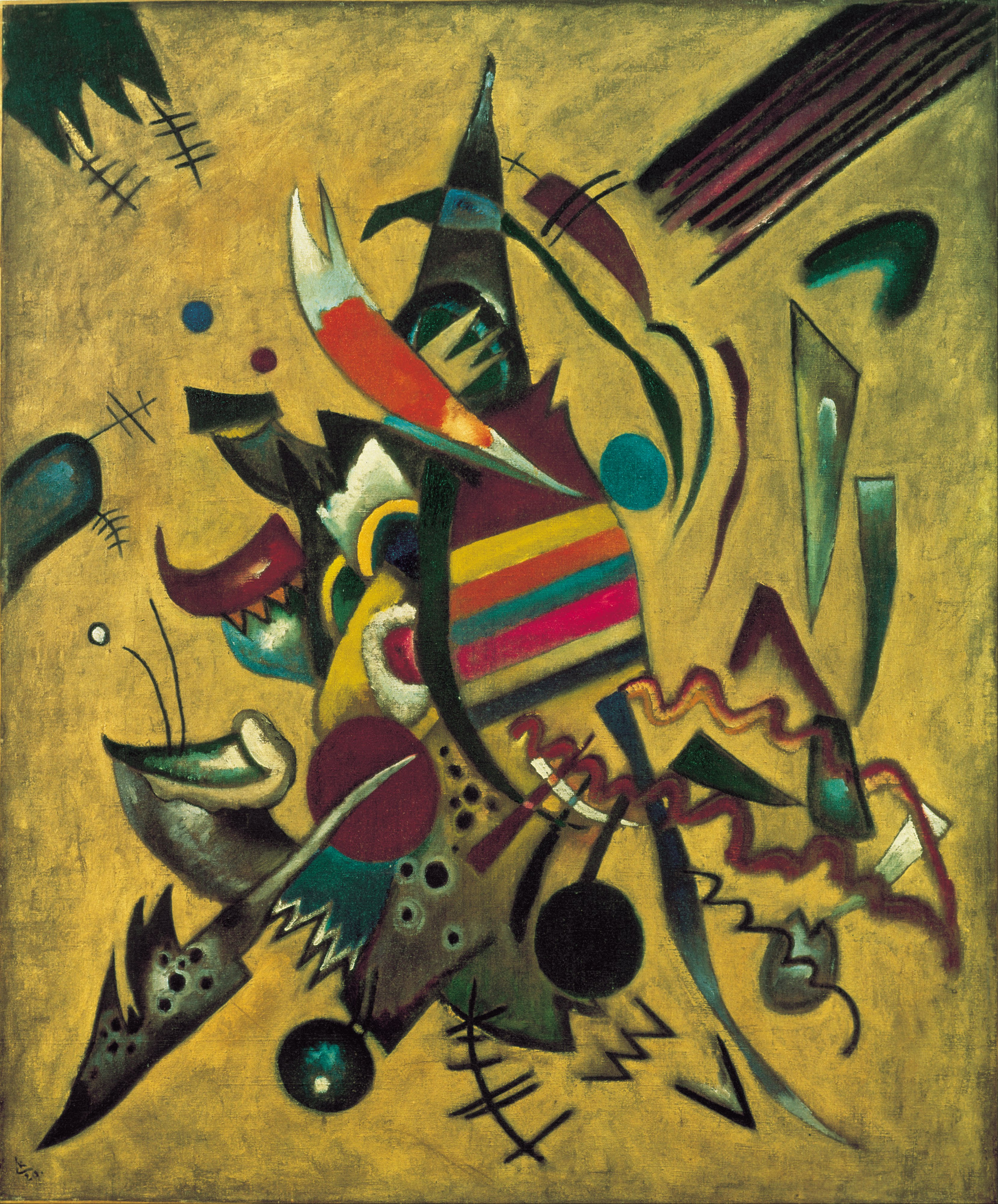
نقطه‌ها
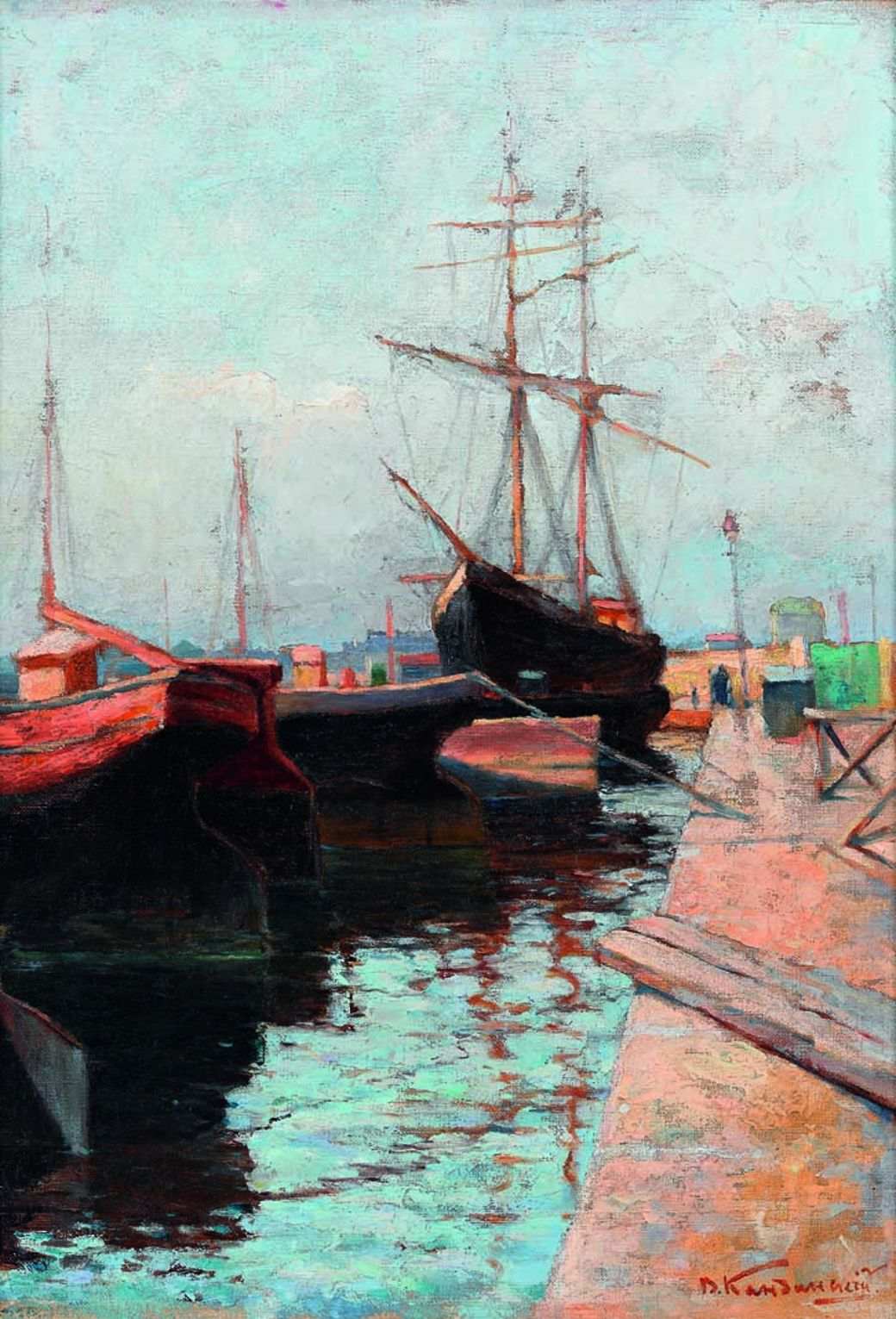
بندر اودسا ، 1898 ، گالری ترتیاکوف ، مسکو